# Stazione spaziale Starlab
Starlab è il nome di un progetto per una stazione spaziale per attività commerciali in orbita bassa, progettata e annunciata da Nanoracks nell'ottobre 2021.
La struttura principale di Starlab è costituita da un nodo di attracco con un habitat gonfiabile (costruito da Lockheed Martin) attaccato da un lato e da un modulo di servizio dall'altro che fornisce energia e propulsione. La stazione è stata progettata per supportare 4 persone in 340 m³, con il modulo di servizio in grado di fornire una potenza di 60 kW, inoltre la stazione sarà dotata anche di un braccio robotico per la manutenzione e lo spostamento di carichi e di un laboratorio.
Un altro partner del progetto è Voyager Space, azionista di maggioranza di Nanoracks.
Il 2 dicembre 2021 la NASA ha annunciato di aver selezionato Nanorocks come una delle tre compagnie per lo studio di stazioni spaziali commerciali, assegnandoli 160 milioni di dollari (le altre due sono Blue Origin e Northrop Grumman Corporation).